# Elecciones constituyentes de Nicaragua de 1972
Las elecciones constituyentes de Nicaragua de 1972 fueron unas elecciones llevadas a cabo el 6 de febrero del mismo año para elegir una Asamblea Nacional Constituyente que redactaría una nueva constitución que entraría en vigor en 1974. Fue resultado del Pacto Kupia Kumi del 28 de marzo de 1971, firmado por Anastasio Somoza Debayle y Fernando Agüero Rocha, líderes respectivos de los partidos Liberal Nacionalista y Conservador, para permitir la reelección del primero como presidente del país en 1974.

## Resultados[3]
| Partidos                           | Votos     | %      | Escaños |
| ---------------------------------- | --------- | ------ | ------- |
| Partido Liberal Nacionalista (PLN) | 534,171   | 75.33% | 60      |
| Partido Conservador (PC)           | 174,897   | 24.67% | 40      |
| Total de votos válidos             | 709,068   | 100%   | 100     |
| Votos en blanco e inválidos        | ??        | ??     | –       |
| Votos totales/Participación        | ??        | ??     | –       |
| Votantes registrados               | 970,792   | –      | –       |
| Población                          | 1,981,249 | –      | –       |